# Fritz Sauckel
Fritz Sauckel, egentlig Ernst Friedrich Christoph Sauckel (født 27. oktober 1894 i Haßfurt ved Schweinfurt i Bayern i Tyskland, død 16. oktober 1946 i Nürnberg) var en tysk nationalsocialistisk politiker. Han var gauleiter i Thüringen 1927-1945, medlem af den tyske rigsdag i 1933. Han havde æresgraden Obergruppenführer i SA og SS. Fra 1942 var han i Berlin som arbejdsminister og leder for arbejdsprogrammet med slavearbejdere. Han blev dødsdømt og henrettet ved Nürnbergprocessen.

## Baggrund
Sauckel havde en fattig baggrund, men havde, hvad han selv omtaler, en flittig og samvittighedsfuld far, der arbejdede som postbud, og en omsorgsfuld, men sygelig mor, der arbejdede som syerske. Efter bare fem års skolegang stod han i 1909 som 15-årig til søs for at lette familiens vanskelige økonomi. Han fik først hyre som kahytsdreng på en norsk tremastet skonnert, senere på en svensk. I 1912 forliste det ud for den skotske kyst. Da første verdenskrig brød ud, havde han været jorden rundt og havde hyre som matros på et tysk fartøj på vej til Australien. Det blev opbragt og han blev krigsfanger i Frankrig. Han havde opsparet en del midler med sigte på at hjælpe familien og at få en videreuddannelse inden for søfartserhvervet, men mistede den mulighed, da krigen brød ud.

## Mellemkrigstiden
Efter fredsslutningen returnerede han i 1919 til Tyskland og fik arbejde på en kuglelejefabrik i Schweinfurt. Sparepengene var tabt på grund af inflation. Han oplevede elendigheden i Tyskland efter krigen og blev politisk engageret i første omgang i retning af socialdemokratiet, som han mente ville gøre mest for at afhjælpe de vanskelige forhold for arbejderklassen i Tyskland.
Efter to et halvt år på kuglelejefabrikken begyndte han på en ingeniørskole i Thüringen, hvor han gik i fem år. I 1922 giftede han sig med datteren af en socialdemokratisk kollega på kuglelejefabrikken.
I 1923 meldte han sig imidlertid ind NSDAP, fordi han afviste den internationale socialisme og den marxistiske tankegang. Han havde større tro på Adolf Hitlers tanker om national enhed, om løfterne om social retfærdighed og interessefællesskabet mellem de intellektuelle og arbejderne. Han fornyede medlemskabet i NSDAP, da Hitler blev løsladt i 1925 og engagerede sig i partiapparatet i Thüringen. I 1925 blev han ansat som distriktsleder og i 1927 udnævnt til gauleiter i Thüringen. Ved en folkeafstemning blev han valgt til ministerpræsident i Thüringen i 1932 efter en valgkamp, hvor han fik støtte fra alle partier undtagen kommunisterne. Året efter blev han valgt til den tyske Rigsdag og umiddelbart efter udnævnt til reichsstatthalter i Thüringen.

## Anden verdenskrig
Da anden verdenskrig brød ud i september 1939, meldte han sig til tjeneste i Kriegsmarine, men fik i stedet ordre om at tage sig af forholdene i Thüringen. Han havde derfor en relativt tilbagetrukken rolle til 21. marts 1942, hvor han blev kaldt til Berlin som arbejdsminister. Den officielle titel var Generalbevollmächtigter für den Arbeitseinsatz («generalfuldmægtig for arbejdskraftmobiliseringen»); han blev ansvarlig for deportationen af op mod 5 millioner slavearbejdere fra de besatte områder til den tyske industrien.
Da Tyskland for alvor oplevede militære tilbageslag fra 1943, blev opgaverne udvidet til også at omfatte den totale mobilisering af det tyske folk.
Han meldte sig til de amerikanske styrker i Berchtesgaden i maj 1945 og var interneret som krigsforbryder til rettergangen i Nürnberg, hvortil han blev overført.

## Nürnbergprocessen
Sauckel blev under Nürnbergprocessen sigtet for alle fire hovedanklager: planlægning af angrebskrig, forbrydelse mod freden, krigsforbrydelser og forbrydelser mod menneskeheden. Der var en omfattende bevisførelse mod ham, blandt andet en række dokumenter, som han havde undertegnet. Men det kom også frem, at han havde beordret en human behandling af tvangsarbejderne, så længe omkostningerne kunne holdes nede, noget som medførte at dette påbud blev ignoreret lokalt. Blandt de som havde presset Sauckel var rustningsminister Albert Speer, som til stadighed manglede arbejdskraft til rustningsindustrien. Men under Nürnbergprocessen lagde Speer hele ansvaret for tvangsarbejderne over på Sauckel, til trods for at også Speer var bekendt med de forfærdelige forhold, som tvangsarbejderne levede og døde under. Også Kruppfabrikkerne i Essen nød godt af den arbejdskraft, som Sauckel skaffede dem. Det blev under den senere Krupp-proces slået fast, at det i 1944 var hele 70 000 tvangsarbejdere alene i Kruppkoncernens fabrikker. Alfried Krupp von Bohlen und Halbach blev under Krupp-processen dømt til 12 års fængsel for dette.
Sauckel forsvarede sig med, at han bare havde adlydt ordrer, blandt andet fra Speer. Videre hævdede Sauckels assistent Walter Stothfang i retten, at Sauckel havde modtaget kritik fra Martin Bormann og Heinrich Himmler fordi Sauckel tog for meget hensyn til de udenlandske arbejdere og behandlede dem for godt.
Sauckels forsvarer Robert Servatius nedlagde påstand om frifindelse, da handlingerne bundede i loyalitet til Hitler, og at Sauckel ikke havde nogen mulighed for at forstå omfanget af de anklager, som var rettet mod ham. 1. oktober 1946 blev han kendt skyldig i krigsforbrydelser og forbrydelser mod menneskeheden og dømt til døden ved hængning. Sauckel ankede dommen under henvisning til, at der var procedurefejl og fejl i simultantolkningen, og at det havde forværret hans situation. Det blev afvist af retten.
Natten til 16. oktober 1946 blev han hængt sammen med ni andre dødsdømte. På skafottet erklærede han «Ich sterbe unschuldig, mein Urteil ist ungerecht. Gott beschütze Deutschland!» («Jeg dør uskyldig, dommen mod mig er uretfærdig. Gud beskytte Tyskland!»).